# Gwiazdka z księciem: Królewskie zaręczyny
Gwiazdka z księciem: Królewskie zaręczyny (ang. Christmas with a Prince: Becoming Royal) – kanadyjski film romantyczny z 2019 roku w reżyserii Justina G. Dycka. Wyprodukowany przez wytwórnie Brain Power Studio i HQ 13 CWAP Royal Wedding. Kontynuacja filmu Gwiazdka z księciem z 2018 roku.

## Fabuła
Tasha postanawia spełnić swoje marzenie i odwiedzić księcia w jego rodzinnym St. Savarre. Kobieta jest urzeczona miejscem. Czeka na nią niespodzianka. Książę Alexander nie zamierza dłużej się zastanawiać i proponuje jej małżeństwo. Wszystko wydaje się zmierzać ku szczęśliwemu zakończeniu, ale na przeszkodzie staną sprawy państwowe. Trwają trudne negocjacje handlowe między St. Savarre a Vandelien. Księżną Vandelien jest dawna narzeczona księcia – Miranda.

## Obsada
- Kaitlyn Leeb jako lekarka Tasha
- Nick Hounslow jako książę Alexander Cavalieri
- Konstantin Shaburov jako Paul, strażnik z Vandelien
- Josh Dean jako Jeff
- Melinda Shankar jako Bella
- Charles Shaughnessy jako król Edward
- Liliana Głąbczyńska jako królowa Olivia
- Jack Foley jako Ron
- Carina Battrick jako Valeria
- Anastasia Marinina jako Miranda